# عصب جلدي إنسي
العصب الجلدي الأنسي (باللاتينية: Medial cutaneous nerve) ويتوزع على الجلد على الجانب العضدي الأوسط للذراع.

## التشريح
هو أصغر فرع من الضفيرة العضدية، وينتج من الحبل الإنسي يتلقى أليافه من الأعصاب الصدرية الأولى وعنق الصدر. ويمر من خلال الإبطين في البداية يرقد خلفه، ومن ثم الإنسي إلى الوريد الإبط، ويتصل مع العصب البيني بين العصب .
ينحدر على طول الجانب الإنسي من الشريان العضدي إلى منتصف الذراع، حيث يثقب اللفافة العميقة، ويتم توزيعه على جلد الجزء الخلفي من الثلث السفلي من الذراع، ويمتد حتى يصل إلى المرفق، حيث يتم فقدان بعض الشعيرات في الجلد أمام اللقيمة الإنسية، وغيرها على الناتئ المرفقي.
ويتصل مع العصب الجلدي الأنسي للساعد.

## معرض الصور

الضفيرة العضدية.
الضفيرة العضدية مع دورات من الأعصاب الشوكية.
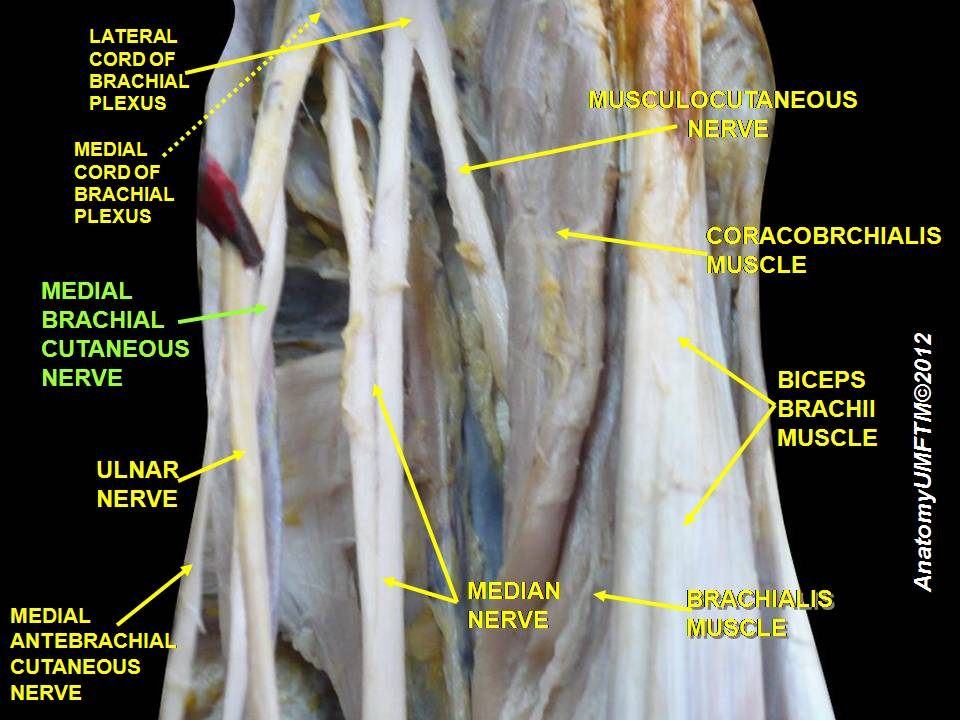
العصب الجلدي العضدي الإنسي.
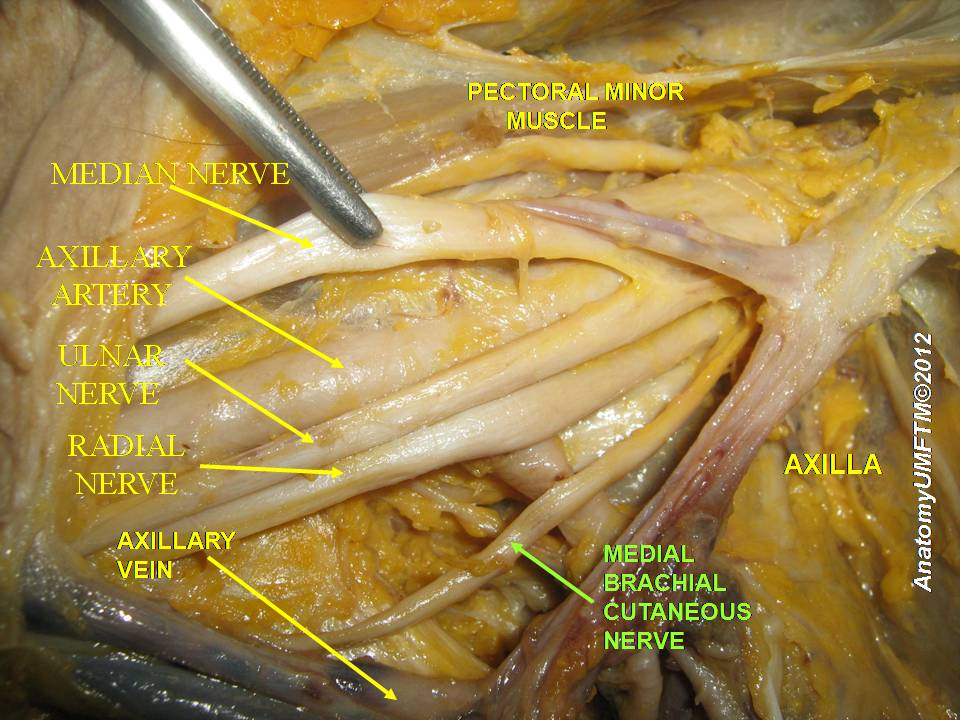
العصب الجلدي العضدي الإنسي.
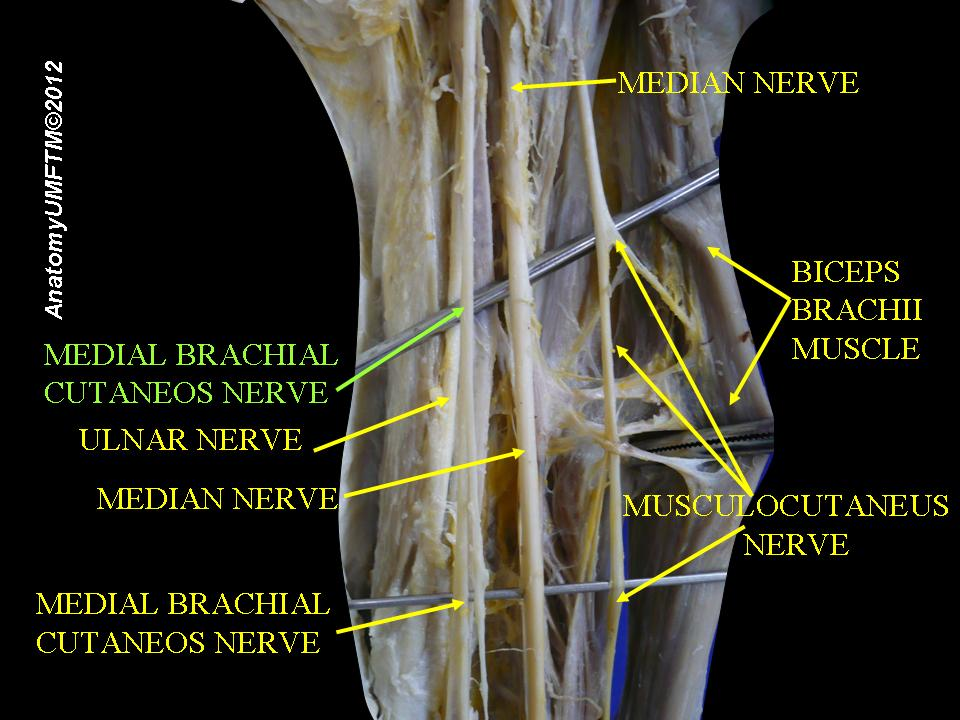
العصب الجلدي العضدي الإنسي
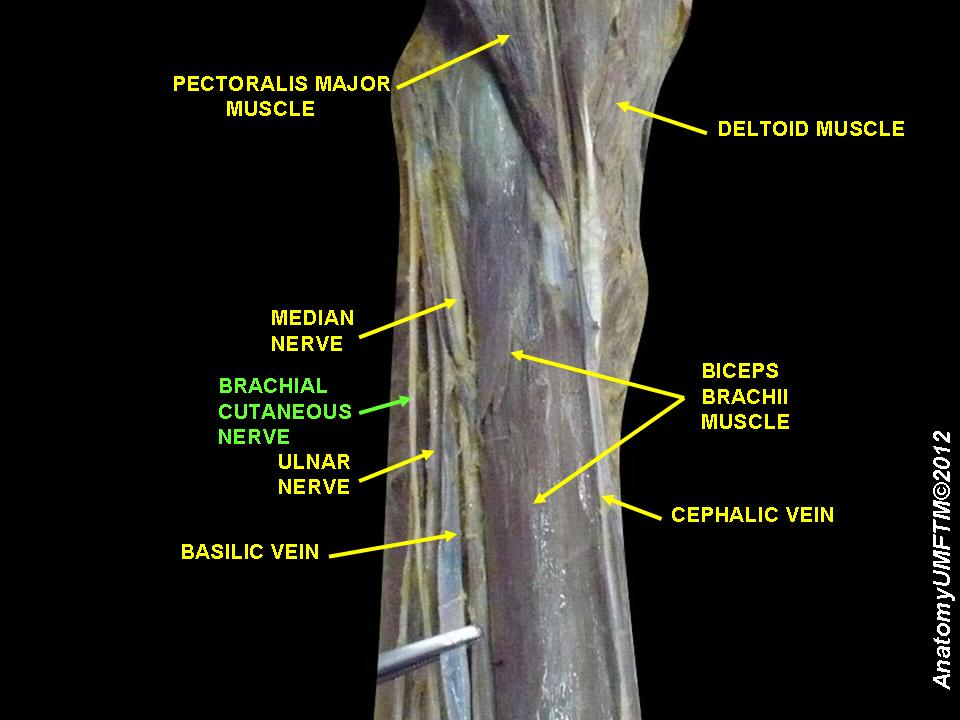
العصب الجلدي العضدي.
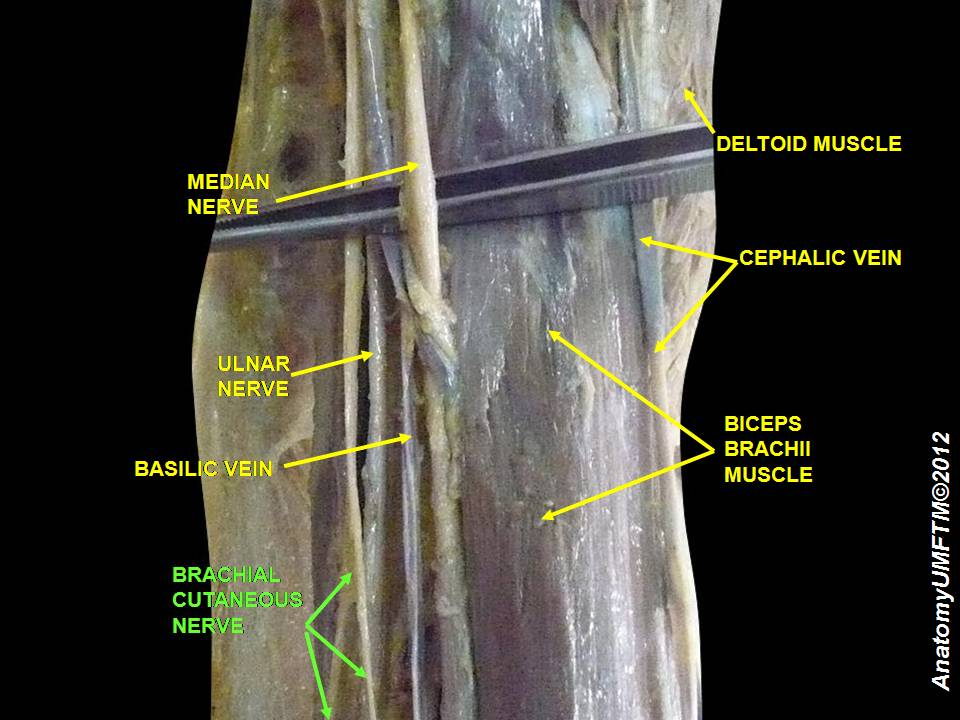
العصب الجلدي العضدي.
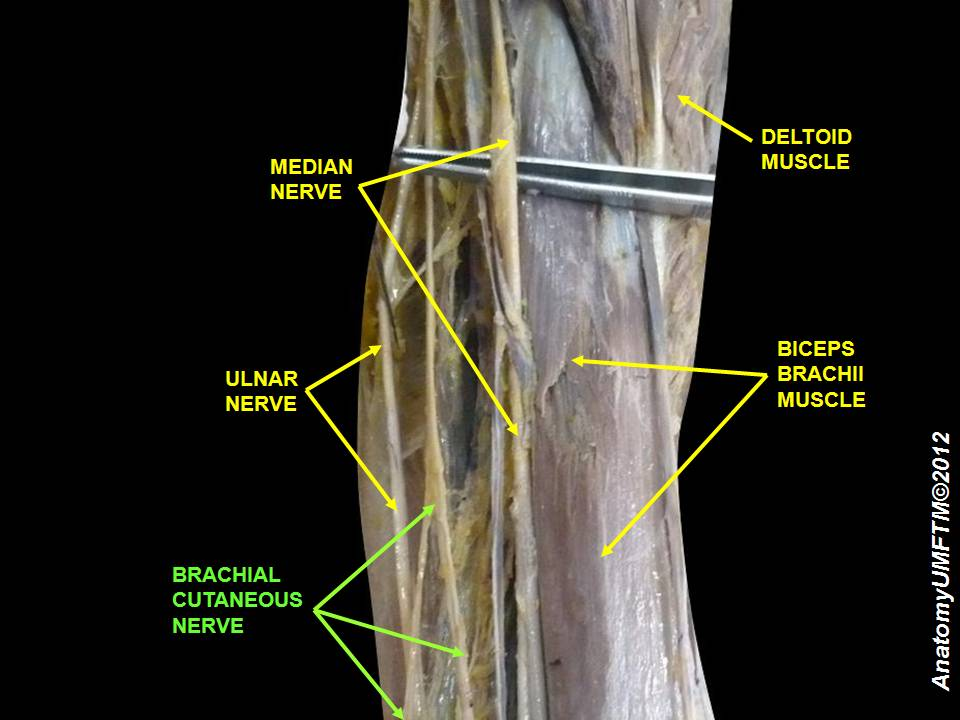
العصب الجلدي العضدي.
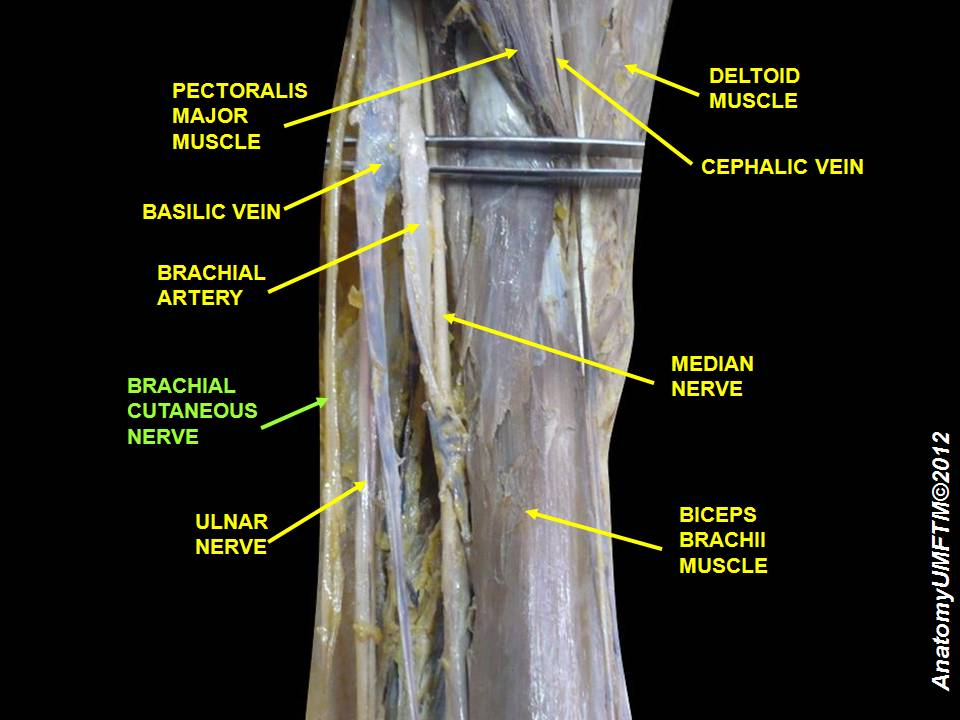
العصب الجلدي العضدي.
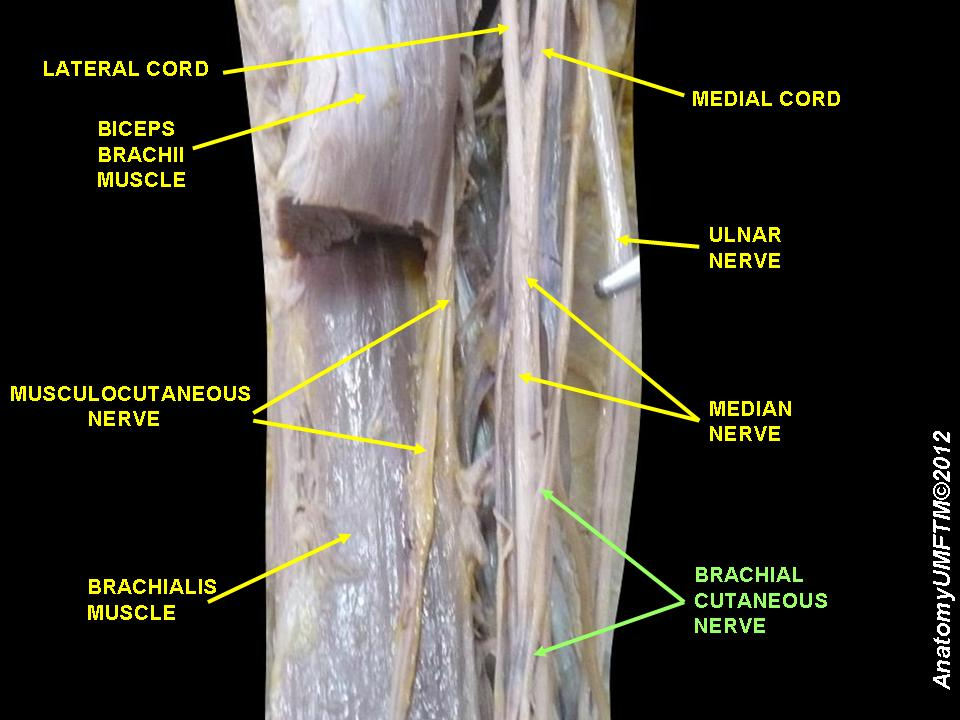
العصب الجلدي العضدي.
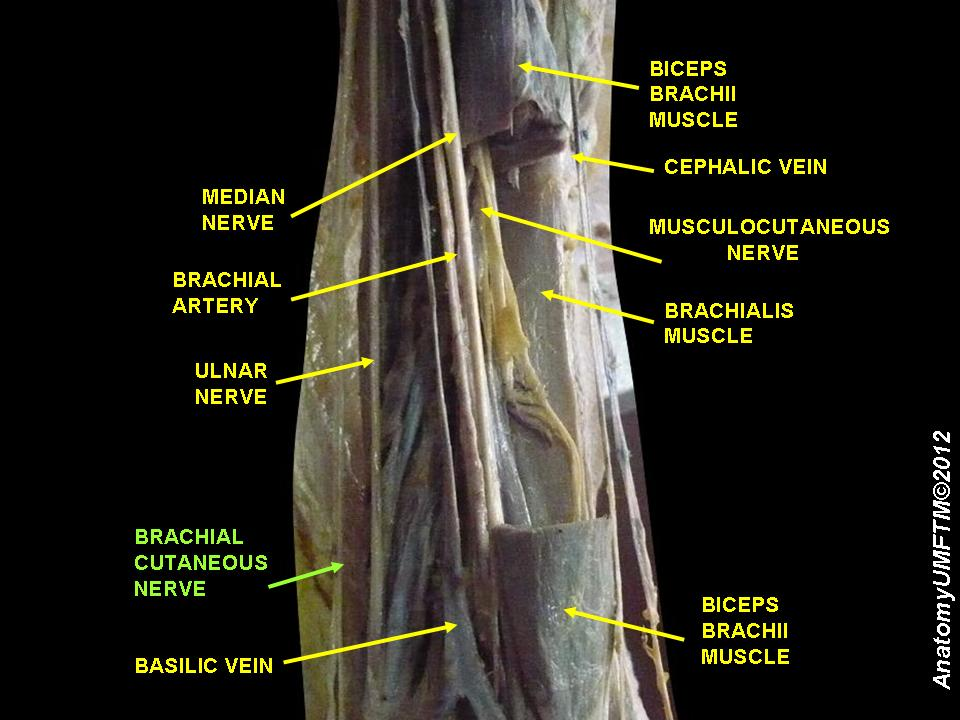
العصب الجلدي العضدي.
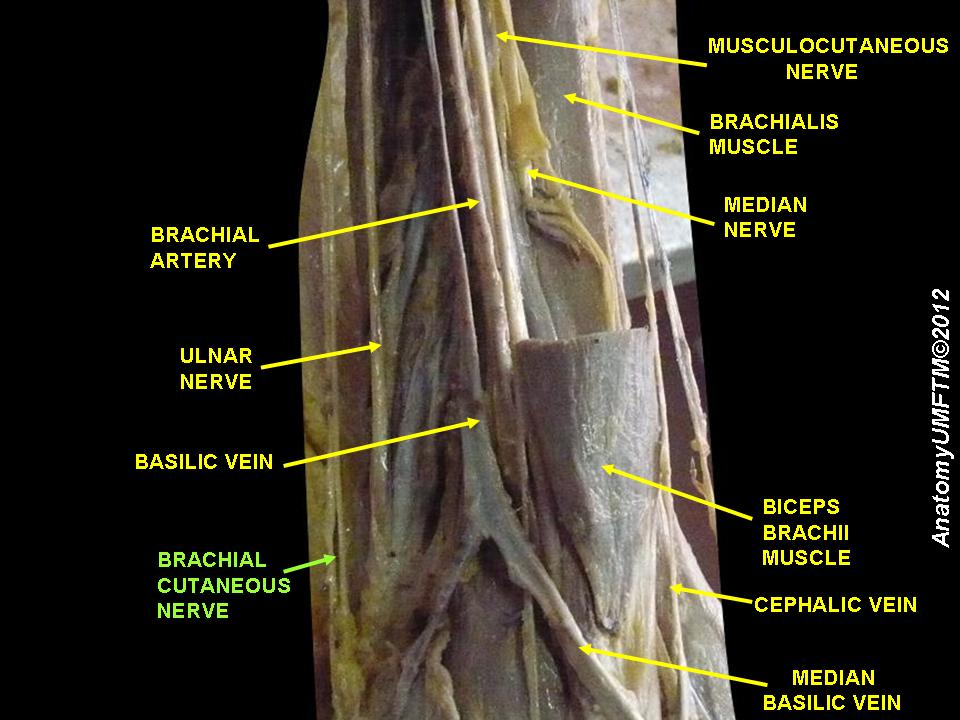
العصب الجلدي العضدي.
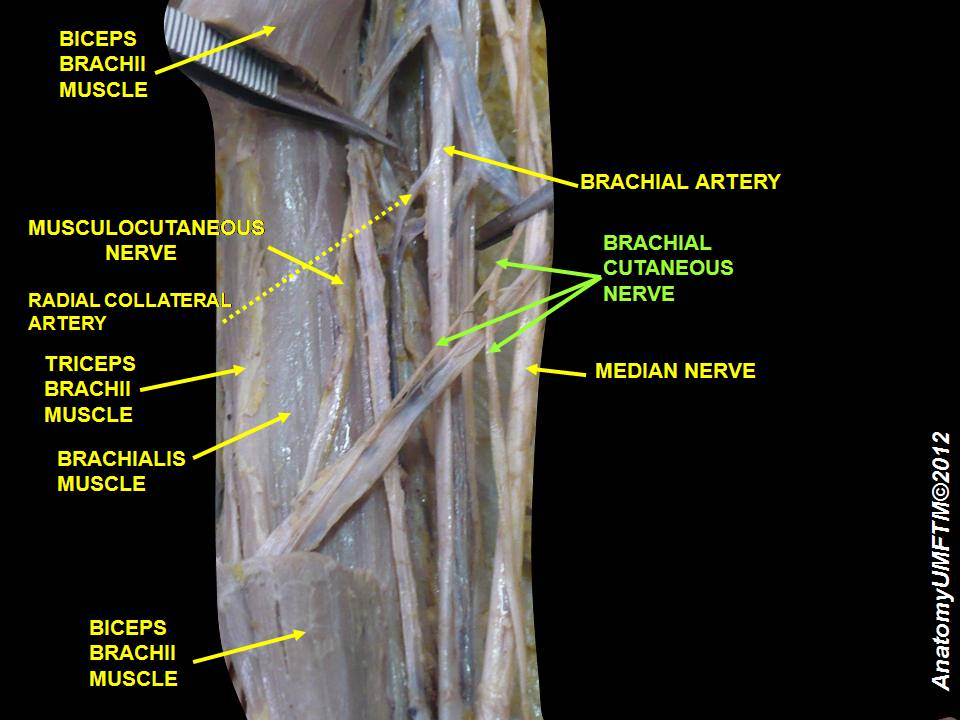
العصب الجلدي العضدي.
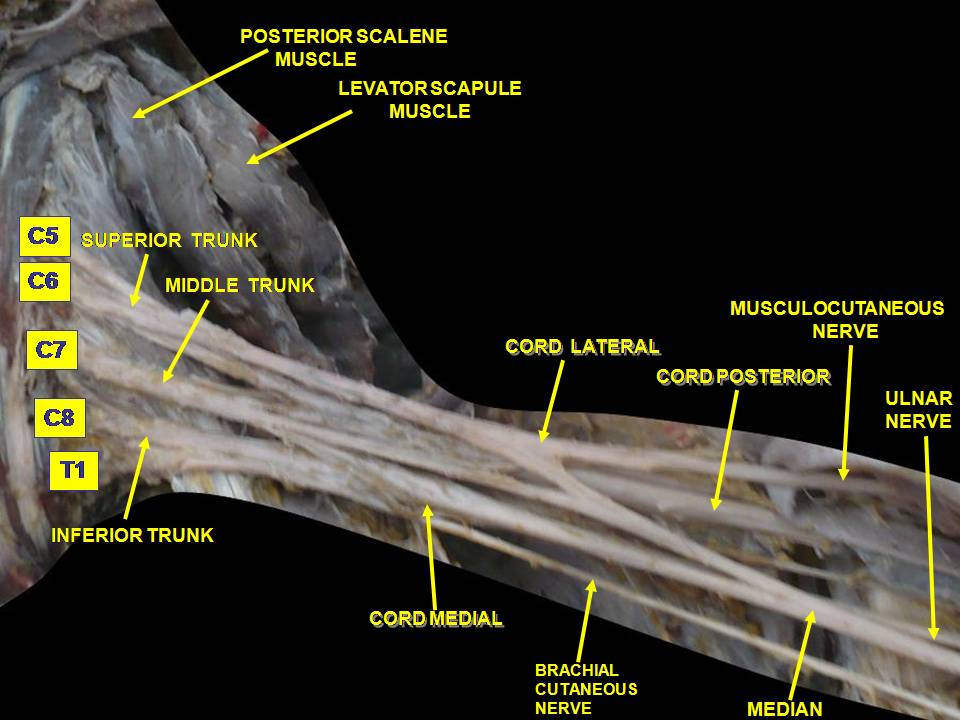
الضفيرة العضدية. تشريح عميق. رؤية جانبية.